# Anaplecta lamottei
Anaplecta lamottei är en kackerlacksart som beskrevs av Karlis Princis 1963. Anaplecta lamottei ingår i släktet Anaplecta och familjen småkackerlackor.
Artens utbredningsområde är Guinea. Inga underarter finns listade i Catalogue of Life.